# Suboptimering
Suboptimering (av latinets sub, under-) innebär att man optimerar en uppgift ur en aspekt men att denna lösning är icke-optimal sett ur ett helhetsperspektiv. Inom optimeringslära kan suboptimering vara att försöka lösa ett optimeringsproblem genom att lösa förenklade delproblem, i syfte att snabbt hitta en lösning som sannolikt är nära optimum, men som kan riskera att ge ett dåligt resultat. Ofta används termen med en ironisk underton, eller som en eufemism, för att beskriva verksamhet som saknar helhetsperspektiv och därför ger upphov till bristfälliga resultat.
Inom ekonomi förekommer suboptimering ofta i spelteoretiska resonemang. I ekonomisk bemärkelse syftar suboptimering ofta på att en resursallokering inte är paretoeffektiv.

## Exempel
Exempel 1: Varje myndighet försöker utföra sitt uppdrag med så effektiv ekonomi som möjligt, vilket kan vara kontraproduktivt och leda till att kostnader eller andra negativa konsekvenser uppstår i andra delar av samhällsekonomin, såsom väntetider.
Exempel 2: Man gör ett IT-nätverk mycket säkert, men samtidigt så begränsat att användaren inte kan använda det.
Exempel 3: Man maximerar vridmomentet i en motor genom att manipulera laddtryck och insprutningstider, men samtidigt så försämras körbarhet, bränsleförbrukning, livslängd och miljöpåverkan.
Exempel 4: En inköpsavdelning i ett företag köper in stora mängder varor eller material, för att på så sätt få ner styckpriset. Materialet eller varorna kan dock inte användas i produktionen så snabbt, vilket orsakar problem med lagerhållning och hög kapitalbindning, och kanske att de åldras.
Exempel 5: En myndighet inför hårda säkerhetskrav och kvalitetskrav, och hårda krav på dokumentation av dessa. Reglerna införs normalt bara för nya system och produkter, annars skulle befintliga produkter inte få användas, vilket skulle vara riktigt negativt för samhället. Reglerna gör dock nya system och produkter för dyra så att man behåller äldre system, med sämre säkerhet och kvalitet som följd (exempel lärarnas elevdokumentation, CE-märkning, väg- och järnvägsbyggen, bostadsbyggen etc).
Exempel 6: Ett så kallat särskilt begåvat barn får inte stöttning av grundskolan i kommunen barnet bor i på grund av en tight utbildningsbudget i kommunen, varpå rektorn på barnets skola prioriterar barn som har svårt att nå godkänt i första hand. Detta får som konsekvens att barnet råkar ut för en stor mängd hälsorelaterade problem och regionen som står för sjukvården får istället ta smällen tillsammans med försäkringskassan, arbetsgivarna till föräldrarna och föräldrarna.